# A Cor da Magia
A Cor da Magia é um romance de fantasia publicado em 1983 por Terry Pratchett, sendo o primeiro livro da série Discworld. O livro faz uma sátira aos livros de aventuras fantástica e tem bastante traços de criaturas de H. P. Lovecraft. Pratchett descreveu-o num discurso em 1986, como "uma tentativa de fazer ao género da fantasia, o que Blazing Saddles fez aos filmes Western".

## Enredo

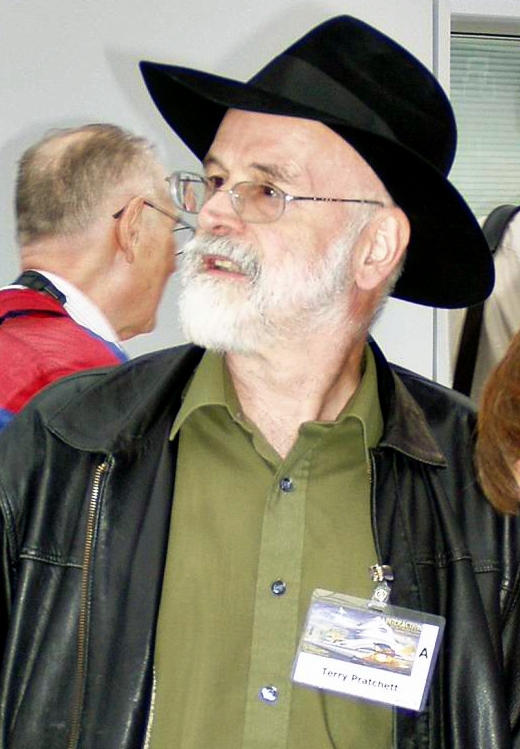
Pratchett na Worldcon em Glasgow, Escócia, Agosto de 2005

O personagem principal é o cínico e incompetente mago chamado Rincewind. Ele involuntariamente torna-se um guia para o tolo DuasFlor, o primeiro e único turista do Discworld. Forçados a fugir da cidade de Ankh-Morpork para fugir de um terrível incêndio, começam uma jornada pelo Disco afora. Sem o conhecimento deles, sua jornada é controlada pelos Deuses jogando um jogo de tabuleiro.
Em sua jornada eles se encontram continuamente com o Morte e conhecem Hrun, o Bárbaro. Enfrentam o deus Bel-Shamharoth em seu templo e sobrevivem, para fúria de Morte.
Eles visitam Wyrmberg, uma montanha invertida lar dos dragões que só existem na imaginação. Eles quase caem pela cascata à beira do Disco, apenas para serem salvos pelo Reino de Krull, uma cidade localizada na beira do Discworld, por magos hidrofóbicos. Os Krullians querem descobrir o gênero da Grande A'Tuin, a gigante tartaruga que carrega o Discworld através do espaço, então decidiram construir uma cápsula espacial e lançá-la pela beira. Eles intencionam em sacrificar Rincewind e DuasFlor para que o Destino sorria para a viagem. No entanto, Rincewind e DuasFlor furtam a capsula em uma tentativa de fuga e são lançados para fora do Disco por própria conta.
A história continua no romance seguinte de Discworld, A Luz Fantástica.

## Estrutura
A Cor da Magia é um capítulo ou seção de um dos oito romances de Discworld. Os outros romances são:
- Romances de Bruxas - começando por Direitos Iguais, Rituais Iguais (Equal Rites)
- Romances de Morte - começando por O Aprendiz de Morte (Mort)
- Romances de Guarda - começando por Guardas! Guardas! (Guards! Guards!)
- Antigas Civilizações - começando por Pirâmides (Pyramids)
- Revolução Industrial - começando por A Magia de Holy Wood (Moving Pictures)
- Romances de Ciência - começando por The Science of Discworld
- Romances para Jovens Leitores - começando por O Fabuloso Maurício e seus Roedores Letrados(The Amazing Maurice and his Educated Rodents)

## Adaptações

### Romance gráfico
Uma graphic novel, ilustrada por Steven Ross e adaptada por Scott Rockwell, foi publicada por Corgi em 1992. Esta graphic novel é dividida em uma série de capítulos como no livro.
Diferenças cruciais entre o livro e o quadrinho incluem o corte de algumas aventuras em Ankh-Morpork e Krull. Inclusive, no livro, as montadoras de dragão são descritas como seminuas, como mulheres bárbaras na ficção tendem a ser. No entanto, para abranger o público infantil, as mulheres usam cotas de malha nos seios como as descritas no livro. Foi publicado em capa dura junto com o romance de A Luz Fantástica, como The Discworld Graphic Novels. (ISBN 978-0-06-168596-5)

### Adaptação de TV
The Mob Film Company e Sky One produziram uma adaptação em duas partes chamada The Colour of Magic (TV film), combinando A Cor da Magia e A Luz Fantástica e exibido em 2008. David Jason atuou no papel de Rincewind, Sean Astin ficou com o papel de DuasFlor, enquanto Christopher Lee dublou o personagem Morte.

### Jogos
A história foi adaptada para um jogo eletrônico de aventura em 1986.